# 阿西亚齐
阿西亚齐，是因纽特人的神话中一位天气女神（有时被说成是一位为男神，极少），萨满巫师经常会向她祈求好天气，比如一旦春天来迟，就必须赶紧请她送来雨水融化冰雪。在格陵兰岛因纽特人神话中，阿西亚齐是决定降雪量和时间的天气之母。

## 参阅
- Barüske, Heinz. . . 世界文学故事. Düsseldorf • Köln: 欧根·迪德里希斯出版社. 1969: 48–53 （德语）. 故事: “阿西亚齐, 风和的统治者”,标题:“爱斯基摩人的故事”, 系列: “世界文学的故事”.
- 《女神和女英雄百科全书》中的奥斯特曼, 帕特里夏·莫纳汉编写